# Parc national Cerro de las Campanas
Le parc national Cerro de las Campanas (espagnol : Parque nacional Cerro de las Campanas) est un parc national du Mexique situé au Querétaro. Cette aire protégée de 58 ha a été créée en 1937.